# Ґодлево-Велике
Ґодлево-Велике (пол. Godlewo Wielkie) — село в Польщі, у гміні Нур Островського повіту Мазовецького воєводства.
Населення — 130 осіб (2011).
У 1975-1998 роках село належало до Ломжинського воєводства.

## Демографія
Демографічна структура станом на 31 березня 2011 року:
|          | Загалом | Допрацездатний вік | Працездатний вік | Постпрацездатний вік |
| -------- | ------- | ------------------ | ---------------- | -------------------- |
| Чоловіки | 64      | 15                 | 39               | 10                   |
| Жінки    | 66      | 13                 | 34               | 19                   |
| Разом    | 130     | 28                 | 73               | 29                   |